# Clayton Thomas

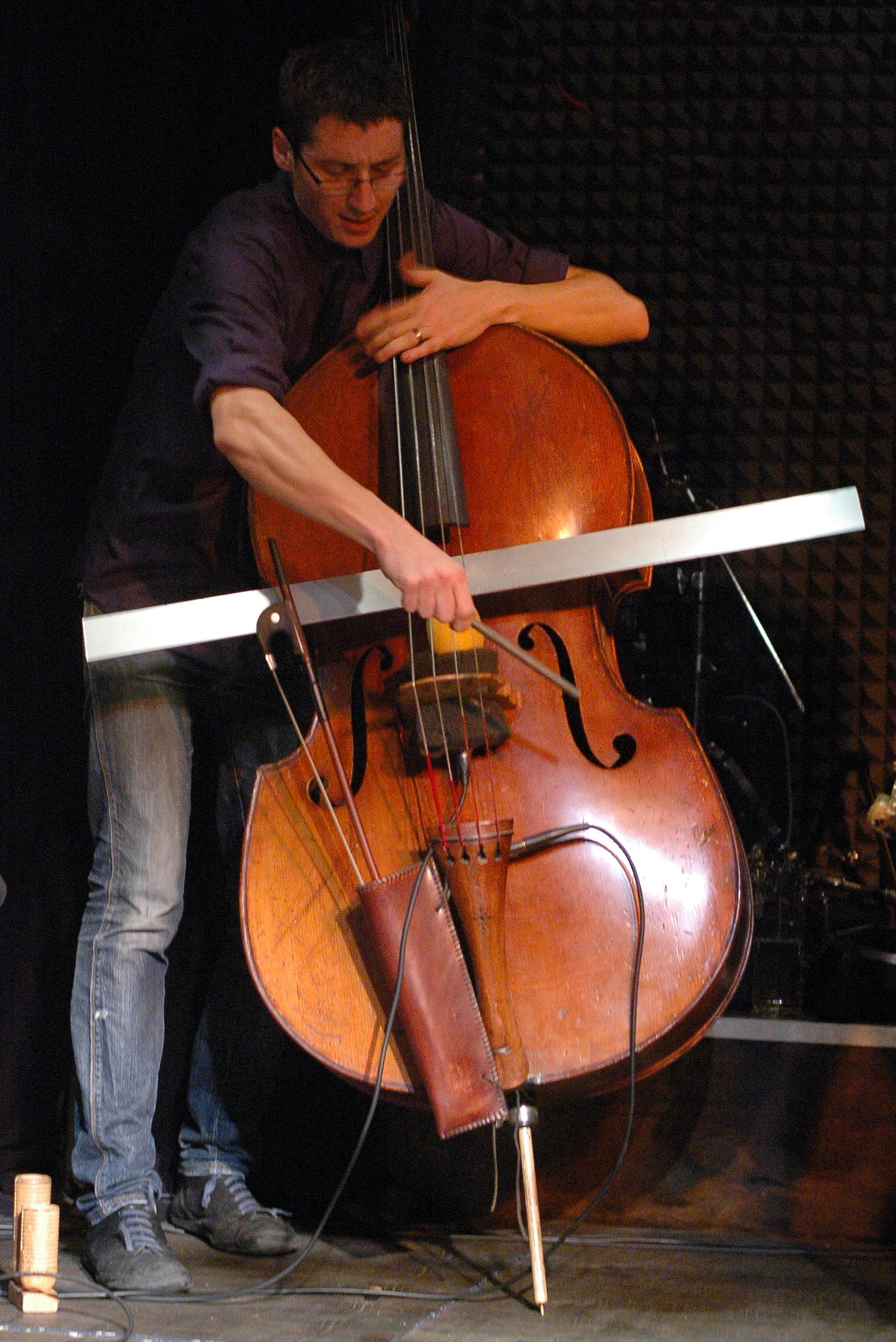
Clayton Thomas im Schlot, Berlin 2007

Clayton Thomas (* 1976 in Hobart, Tasmanien) ist ein australischer Jazz- und Improvisationsmusiker (Kontrabass).

## Leben und Wirken
Thomas begann 24-jährig als Autodidakt in Sydney und hatte u. a. Unterricht bei Wilber Morris, Henry Grimes und Peter Kowald. Er arbeitet im Bereich der improvisierten, elektronischen und elektroakustischen Musik; erste Aufnahmen entstanden in Australien Anfang der 2000er-Jahre mit Chris Abrahams und Jim Denley. In Sydney ist er Gründer des 30-köpfigen Ensembles The Splinter Orchestra, des NOW now Festival und der Konzertreihe if you like improvised music, we like you.
2009 legte Thomas das Soloalbum Bad Self (Gutstring) vor. U. a. arbeitete er mit Johannes Bauer, Jeb Bishop, Marilyn Crispell, Tobias Delius, Mary Halvorson (Map, 2002), Tony Buck, Willi Kellers, Max Nagl, Tim O’Dwyer, Vesna Pisarović, Sonny Simmons, Pat Thomas, Mikolaj Trzaska, Gebhard Ullmann und Ken Vandermark. Mit Anthony Pateras trat er 2009 auf dem SWR New Jazz Meeting auf. Er arbeitete außerdem mit einem eigenen Trio, dem Michael Thieke und Steve Heather angehören.
Im Bereich des Jazz war Thomas zwischen 2002 und 2015 an 20 Aufnahmesessions beteiligt. Von 2007 bis 2015 lebte er in Berlin, seitdem wieder in Sydney.

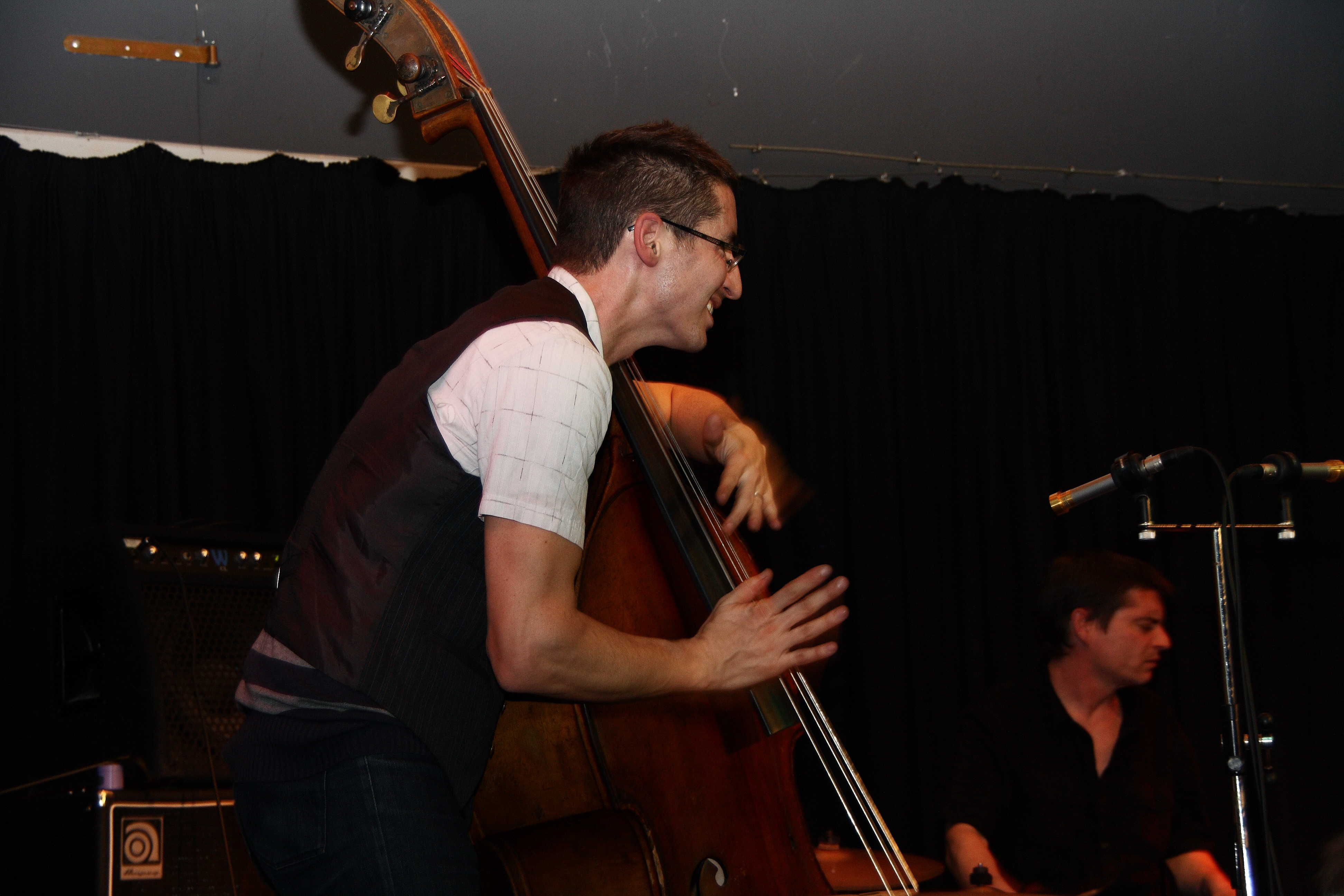
Clayton Thomas im club W71, Weikersheim 2010

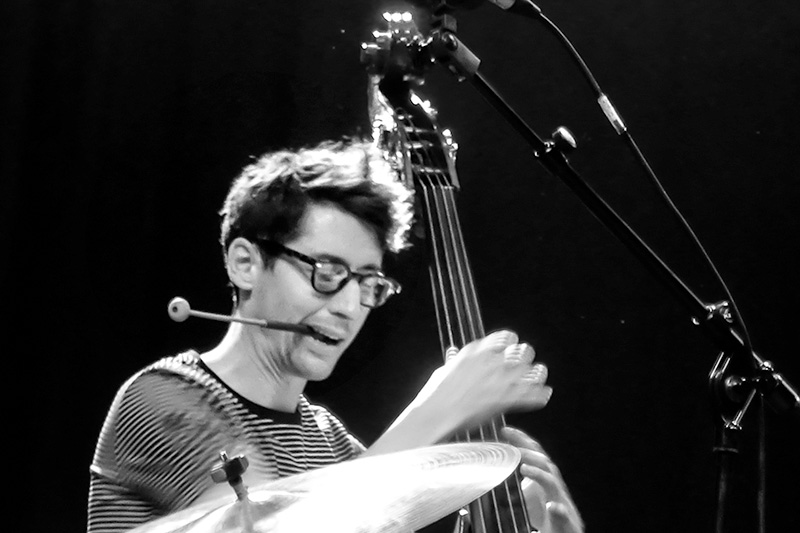
Clayton Thomas Aarhus Dänemark 2016
Foto Hreinn Gudlugsson

## Diskographische Hinweise
- C.O.D.E., mit Ken Vandermark, Wolfgang Reisinger, Max Nagl
- Christian Marien / Matthias Muller / Clayton Thomas: Astronomical Unit: Relativity (2008)
- Axel Dörner, John Schröder, Clayton Thomas, Oliver Steidle: Das Treffen (Jazzwerkstatt, 2009)
- AUS: Live in Nickelsdorf, Austria (Jazzwerkstatt, 2009), mit Johannes Bauer, Tony Buck, Thomas Lehn
- Raymond Strid / Clayton Thomas / Pat Thomas: Wazifa (2010)
- Transatlantic: Bassx3 (Leo Records 2012), mit Chris Dahlgren, Gebhard Ullmann
- Paul Hubweber, Frank Paul Schubert, Alexander von Schlippenbach, Clayton Thomas, Willi Kellers: Intricacies (NoBusiness Records, 2015)
- Dominic Lash &  Pat Thomas: New Oxford Brevity (2022)
- Shawn E. Hansen, Mike Pride & Clayton Thomas: Dreamband (2023)
- Sound the Alarm (2024)